# 아사아라 무뇨스
아사아라 무뇨스 기하로(스페인어: Azahara Muñoz Guijarro, 1987년 11월 19일 ~ )는 스페인의 골프 선수이다. LPGA 투어에서 뛰고 있다. 2014 라코스테 프랑스 오픈 여자 부문에서 우승을 거머쥐었다.